# A nyomozó (film, 2008)
A nyomozó 2008-ban bemutatott magyar–svéd–ír krimi Gigor Attila rendezésében, Anger Zsolt, Baló Márton András és Blaskó Péter főszereplésével. Forgalmazója a Budapest film.

## Cselekmény
Malkáv Tibor nincs jóban az élőkkel, boncmesterként keresi a kenyerét. Jobbára nincsenek is kapcsolatai. Egyetlen élő hozzátartozója a haldokló anyja. A műtétre nincs pénz. Tibor elvállalja, hogy megöl egy vadidegent anyja megmentéséért. Tibor végez Szirmai Ferenccel. A pénzt megkapja, úgy tűnik, minden rendbe jön. De másnap Tibor levelet kap Ferenctől. Kiderül, hogy nagyon is közük volt egymáshoz. Ki kell derítenie, ki bérelte fel és miért, ha el akarja kerülni a felelősségre vonást. Tibor egy halott nyomába ered, hogy váratlan dolgokat tudjon meg saját magáról.

## Szereposztás
- Anger Zsolt – Malkáv Tibor
- Rezes Judit – Pszotka Edit
- Terhes Sándor – Szirmai Ferenc
- Tóth Ildikó – Szirmai özvegye
- Kerekes Éva – Kertész Ágnes
- Zágoni Zsolt – Küklopsz
- Tamási Zoltán – Dr. Monori Károly
- Spolarics Andrea – Dr. Hart Ildikó
- Juhász István – Schwartz
- Czene Csaba – Köpcös
- Tóth József – Dr. Kutya Zoltán
- Kassai Ilona – Malkáv Rozália, Tibor édesanyja
- Blaskó Péter – Kertész Artúr
- Várnagy Katalin – Gábor néni
- Fodor Tamás – Antikvárius
- Farkas Kati – Üzletasszony
- Mandel Helga – Közjegyző
- Járó Zsuzsa – Titkárnő
- Lax Judit – Nővér
- Sebastian Selymes – Svéd professzor
- Tenki Réka – Szőke nő
- Haumann Péter – Rák
- Pusztai Ferenc – Szemben József
- Baló András Márton – Mehtar Ben Jaron
- Sárosdi Lilla – Mozipénztáros
- Vinnai András – Mozipénztáros
- Simon Kornél – Pap
- Horkai Zoltán – Idős hajléktalan
- Pusztai Pálma Sára – Évike
- Nagy Júlia – Évike anyja
- Bánki Orsolya – Vásárló
- Bándi Zsolt – Vásárló
- Molnár István – Vendég

## Alkotók
- Rendező Gigor Attila
- Forgatókönyv Gigor Attila
- Operatőr Herbai Máté
- Vágó Kovács Zoltán
- Zene Melis László
- Hang Tóth Zoltán, Tőzsér Attila, Major Csaba, Christian Holm
- Látványtervező Sztevanovity Sandra
- Jelmez Hoffmann Beáta
- Gyártásvezető Bánki Orsolya
- Producer Pusztai Ferenc
- Koproducer Martin Persson, Macdara Kelleher, Muhi András
- Gyártó KMH Film, Anagram Produktion / SE, Fastnet Films / IE

## Díjak és elismerések
Cleveland Nemzetközi Filmfesztivál (2009)
- díj: legjobb Közép-európai film díja

Pozsony Nemzetközi Filmfesztivál (2008)
- díj: legjobb színész – Anger Zsolt

Kijev Molodist Nemzetközi Filmfesztivál (2008)
- díj: A legjobb színész Yves Montand-díja – Anger Zsolt

Magyar Filmszemle (2008)
- díj: Moziverzum díj  (2008)
- díj: legjobb férfi alakítás – Anger Zsolt
- díj: legjobb forgatókönyv – Gigor Attila
- díj: Arany Olló-díj – Kovács Zoltán
- díj: Zöld Holló díj – Diákzsűri fődíja – közönségdíj

Bursa Selyemút Filmfesztivál  (2008)
- díj: legjobb film

Malaga Fancine (2009)
- díj: legjobb színész – Anger Zsolt – Diákzsűri díja

Varsó Nemzetközi Filmfesztivál (2008)
- díj: FIPRESCI-díj

Karlovy Vary Nemzetközi Filmfesztivál (2008)
- díj: elismerő oklevél – Don Quijote-díj